# Ruth Brunswick
Ruth Mack Brunswick (* 17. Februar 1897 in Chicago; † 24. Januar 1946 in New York City) war eine amerikanische Psychoanalytikerin.

## Leben
Sie wurde unter dem Namen Ruth Jane Mack geboren. Ihre Eltern Julian William und Jessie Mack hatten deutsch-jüdische Wurzeln. Im Jahr 1917 heiratete sie den Kardiologen Hermann Ludwig Blumgart, der sie auf die Psychoanalyse Sigmund Freuds aufmerksam machte, und von dem sie 1924 wieder geschieden wurde. Auch von ihrem zweiten Mann, dem Komponisten Mark Brunswick, wurde sie geschieden.
Im Jahr 1922 promovierte sie erfolgreich zum Doktor der Medizin an der Tufts Medical School in Boston, nachdem sie in Harvard aufgrund ihres Geschlechts als Studentin abgelehnt worden war.
Im gleichen Jahr ging sie nach Wien, um sich von Sigmund Freud analysieren zu lassen und gehörte bald zum engeren Kreis seiner Anhänger. Freud überwies seinen Patienten Sergius Pankejeff (bekannt als der „Wolfsmann“) an Brunswick. Von 1926 bis 1932 absolvierte Max Schur (der spätere Hausarzt Freuds) bei ihr eine Lehranalyse. Die Wiener Psychoanalytische Vereinigung nahm sie 1930 als Mitglied auf.
Brunswick widmete ihre psychoanalytischen Forschungen der Entwicklung der emotionalen Bindung zwischen Mutter und Kind und der psychoanalytischen Behandlung von Psychosen.
Brunswick floh 1938 vor den Nationalsozialisten aus Wien, ließ sich in New York City als Psychoanalytikerin nieder und wurde Lehranalytikerin der New York Psychoanalytical Society. Sie starb bei einem Unfall in ihrer Wohnung.

## Schriften (Auswahl)
- Die Analyse eines Eifersuchtswahnes. In: Internationale Zeitschrift für Psychoanalyse (IZP) 14 (1928), S. 459–507.
- Ein Traum aus einem japanischen Roman des elften Jahrhunderts. In: Imago 14 (1928), S. 147f.
- A note on the childish theory of coitus a tergo. In: International Journal of Psychoanalysis (IJP) 10 (1929), S. 93–95.
- The pre-oedipal phase of the libido development. In: Psychoanalytical Quarterly 9 (1940), S. 293–319.
- Ein Nachtrag zu Freuds "Geschichte einer infantilen Neurose". In: Der Wolfsmann vom Wolfsmann. Mit der Krankengeschichte des Wolfsmannes von Sigmund Freud, dem Nachtrag von Ruth Mack Brunswick und einem Vorwort von Anna Freud. S. Fischer, Frankfurt am Main 1972, ISBN 3-10-092601-3, S. 297–346. (Herausgegeben, mit Anmerkungen, einer Einleitung und zusätzlichen Kapiteln versehen von Muriel Gardiner; die amerikanische Originalausgabe The Wolf-Man erschien bei Basic Books, New York 1971)